# Isla Starokadomsky
La isla Starokádomski (en ruso: Остров Старокадомского o Óstrov Starokádomskogo) es una pequeña isla del archipiélago Sévernaya Zemlyá, localizada en el Ártico de Rusia, en el mar de Láptev, en aguas del estrecho de Vilkitsky. 
Administrativamente, la isla depende del Krai de Krasnoyarsk.

## Geografía
La isla Starokádomski, que tiene forma de reloj de arena, con un estrangulamiento en su parte central, está en la parte exterior sureste del archipiélago de Sévernaya Zemlyá, a unos 27 km de la isla Bolchevique. Se localiza al noreste de la península de Taymyr, frente a la costa oriental de Siberia. Muy próxima a esta isla, hay otra pequeña isla, la isla Maly Taymyr, a menos de 6 km en su parte sureste. Las aguas del estrecho de Vilkitsky, al sur de la isla, así como las aguas que rodean las dos islas, están cubiertas de hielo durante el largo invierno y tienen muchos témpanos flotantes en los pocos días del corto verano en que están libres, entre junio y septiembre.
La longitud máxima de la isla es de 18 km y su anchura máxima a 7 km. Está rodeada por playas angostas y «swales» (largas y estrechas depresiones superficiales, que se inundan en época de tormentas o fuertes mareas, y que corren paralelas a la línea de costa). Las pequeñas islas ribereñas del extremo norte de Starokádomski se conocen como Máyskiye Ostrová. 
La isla Starokádomski es parte de la Reserva Natural Estatal Gran Ártico, creada en 1993 en torno a la península de Taymyr, y que es la reserva natural más grande de Rusia y la tercera mayor del mundo.

## Historia
La isla Starokádomski fue descubierta por la Expedición Hidrográfica rusa al Océano Ártico, dirigida por Borís Vilkitski, con los rompehielos Vaygach y Taymyr, que partió en 1911 y llegaron a esta zona en agosto de 1913, en que izaron la bandera rusa en lo que creyeron una única isla y llamaron «Tierra de Nicolás II», en honor al Zar Nicolás II de Rusia. La isla fue llamada así en honor del científico ruso Dr. Leonid Starokádomski (Старокадомский, Леонид Михайлович), médico y uno de los líderes de esa expedición.